# Partit Popular Democràtic Somali
El Partit Popular Democràtic Somali (Somali People's Democratic Party SPDP; amhàric: የሶማሌ ሕዝቦች ዴሞክራሲዊ ፓርቲ?) és un partit polític d'Etiòpia, ètnic somali i d'àmbit regional. Està aliat al Front Democràtic Revolucionari Popular Etíop (EPRDF) si bé no és una de les quatre organitzacions afiliades.

## Història
Després de la caiguda del Derg el maig de 1991 el Front Nacional d'Alliberament de l'Ogaden (ONLF) i el Front Unit dels Somalis Occidentals WSUF (que s'havia format per la unió d'una facció del ONLF amb el Front d'Alliberament de Somàlia Occidental WSLF), van prendre el control de la regió aliat al Front Popular d'Alliberament del Tigré que formava la regió Autònoma de l'Ogaden, la regió Autònoma de Dire Dawa i la regió administrativa nº 15 que agrupades formaren la Regió Nacional Somali. Després de l'establiment del Govern de Transició d'Etiòpia les organitzacions somalis van acordar unir les seves causes i continuar pressionant per l'autodeterminació, tot i que la majoria de les organitzacions de fet van treballar per l'autonomia.
A la regió es van fer eleccions el desembre de 1992. Tant l'OLNF com el WSUF (que va concórrer amb l'antic nom - més conegut - de WSLF) van obtenir bons resultats als 26 districtes. En total van participar en les eleccions dotze partits polítics (alguns dels quals eren més aviat organitzacions basades en clans). El gener de 1993 va començar la conferència fundacional de la regió; el 21 de gener els membres del Comitè Executiu van elegir a Abdullahi Muhammed Saadi com a President, a Siyad Badri Muhammed com a vicepresident (els dos de l'OLNF), i a Mahdi Ahmad Warsameh (del IGLF) com a secretari.
Una part de l'ONLF es va aliar al grup somali Al-Ittihad al-Islam i tot i estar al govern va mantenir activitat armada per l'autodeterminació de l'Ogaden. El 26 de gener de 1994 l'ONLF i altres vuits partits o organitzacions ètniques somalis dels somalis d'Etiòpia van fer una declaració a favor de l'autodeterminació de l'Ogaden, que inclouria només la part oriental de l'estat regional Somali, on la situació era inestable amb els militars fent arrestos de militants secessionistes i carregant contra les manifestacions d'aquesta tendència (l'ONLF va declarar que tres persones havien estat executades després de ser detingudes i que més de 100 havien estat arrestades en poques setmanes). El 4 de febrer de 1994 deu organitzacions somalis etíops van emetre un contra-comunicat condemnat la demanda de secessió del districte de l'Ogaden a la que el ONLF donava suport i manifestaven la seva confiança en el procés de transició i l'establiment d'una societat civil basada en la llei, la justícia i la democràcia. El 12 de febrer de 1994 en una reunió a Hurso, dotze organitzacions es van unir per formar la Lliga Democràtica Somali Etiòpica (ESDL); els grups eren: 
- Somali Democratic Union Party
- Isa and Gurgura Liberation Front (IGLF) dirigit per Riyaale Ahmed, fins al 1991 representant dels issa i el control de la línia fèrria Addis-Abeba-Djibouti
- Gurgura Independence Front, de Abdelaziz Ahmed
- Ethiopian Gabdoye (o Gaboyye) Democratic Organization de Ahmed Abdi Jeeh
- Eastern Ethiopian Somali League
- Horyal Democratic Front escindit del WSLF (Western Somali Liberation Front), dirigit per Abdi Ismail, representant als Gadabursi
- Social Alliance Democratic Organization
- Somali Abo Democratic Union
- Shekash People's Democratic Movement
- Ethiopian Somali Democratic Movement proper del Moviment Nacional Somali de Somalilàndia, i molt dividit.
- DAL (Democratic Action League) de Mohamed Shek Ibrahim, representant als Issaq
- HDP (Horiyal Democratic Party)

L'abril del 1994 l'ESDL es va unir amb el Democratic Union Party (DUP) (de fet el va absorbir però en teoria es van unir sota el nom del primer) que tenia els seus seguidors a l'àrea de Negele Boran a la zona de Borena a l'Ogaden, i que eren en majoria del clan Hawiye Degodia (el seu clan dirigent).
El 30 d'abril de 1994 a la reunió del consell executiu de la Regió 5, els membres del consell van destituir al president del consell, Hassan Jire Kalinle i al vicepresident Ahmed Ali. La minoria va aprofitar un moment en què només 14 membres de la majoria del consell (l'ONLF i el WSLF, el seu aliat, tenien 60 escons de 107 al Consell) estaven presents; la majoria va denunciar l'acte com antidemocràtic. Però l'ESDL era ara més popular que l'ONLF a causa del fet que la població preferia la pau i el desenvolupament i optava per aconseguir els objectius per mitjans democràtics.
El gener de 1995 el ONLF denunciava que el govern havia matat a uns cent civils en una campanya contra els somalis; el seu cap xeic Ibrahim Abdullah, en visita a Aràbia Saudita, va explicar que s'estaven produint batalles entre l'ONLF i les forces del govern.
El dia 28 de gener de 1995 es va fer el congrés fundacional de la Regió Somali abans Regió 5. El ONLF i el WSDP no hi van assistir. El nom adoptat oficialment fou Somali Regional National State, i la llengua oficial el somali; la capital es va establir a Jijiga. Les eleccions regionals s'havien de fer el 5 de maig, però van quedar posposades (igual que les del país àfar) fins al 27 de maig i més tard al 18 de juny. Quan es van fer les eleccions la ESDL ja estava integrada per 14 organitzacions. El dia 27 de maig el ONLF va reorganitzar la seva direcció nomenant un nou comitè central i va estendre les seves activitats, separant-se del grup més oposat al Front Democràtic Revolucionari Popular Etíop (EPRDF) que controlava l'executiva del partit; el 10 de juny va acordar participar en les eleccions que finalment es van fer el 18 de juny i el 10 de setembre, i en les que la ESDL va vèncer a 7 de les 11 circumscripcions, mentre el Partit Democràtic de Somàlia Occidental guanyava en una i els independents en tres; els resultats d'altres 5 circumscripcions no es van fer públics doncs haurien estat afectades per la violència; i és que mentre, l'altra grup de l'ONLF (que havia cridat al boicot de les eleccions) aliat al IFLO (Front Islàmic d'Alliberament d'Oròmia (Islamic Front for the Liberation of Oromiya), Front d'Alliberament Oromo i a l'organització fonamentalista de Somàlia Al-Itihad Al-Islam, van continuar la lluita armada i es va informar d'algunes atrocitats per les dues parts a Oròmia i Ogaden. Acabades les eleccions, el 30 de setembre de 1995 els tres grups principals de la regió, l'ESDL, el WSDP, i el ONLF, van anunciar un acord cap a la unificació. El 4 de novembre de 1995 foren arrestats 4 parlamentaris acusats de corrupció però el OLNF-Branca Executiva va denunciar que havien estat detinguts per ser favorables al OLNF.
L'ESDL afavoria al govern d'Addis Abeba i esperava esdevenir part del Front Democràtic Revolucionari Popular Etíop (EPRDF). Estava dirigit pel ministre de Transports Abdul Mejid Hussein (Issa Habar Awal). Va aconseguir 76 escons de 139 al Consell Regional i 15 escons dels 23 de la regió a la Cambra Popular de Representants (federal) i els dos escons de la ciutat autònoma de Dire Dawa; tenia poc suport a l'Ogaden però en canvi era considerable entre els clans del nord, els issaq, els dir (isses, gadabursi, gurgura) i entre els no ogadenis darod (bartire, yabare, mejertein, dhulbahante); també alguns clans hawiye del sud (garre, digoodiya) li donaven suport. Tot i aquest suport no va poder garantir una administració efectiva i eficaç per diverses raons: les divisions internes i la manca de disciplina en foren les principals; això impedia les reunions regulars entre els diferents òrgans del partit, i fins i tot les del parlament regional. Asnake Kefale Adegehe informava que segons fonts de Jijiga el president regional Iid Tahir Farah (1995-1997), va evitar celebrar sessions regulars del parlament per temor que si es permetien aquestes reunions acabaria sent destituït pels parlamentaris junt amb el seu gabinet.
El gener de 1996 el ONLF, que tenia el suport dels ogadenis i del subclan Darod, declarava la guerra santa contra el règim etíop i es va aliar al senyor de la guerra de Somàlia Muhammad Fara Hassan, àlies Aydid. El juliol de 1996 es va produir una escissió al ONLF quan una part dels seus membres van acusar al clan Issaq de governar la regió amb exclusió dels altre onze clans, i a Abdul Mejid Hussein d'estar al servei d'Addis Abeba; també demanaven converses amb el ONLF i Al-Itihad. El 4 de gener de 1997 el líder d'Al-Itihad, Hassan Dahir Aweys, deia que el seu grup tenia com a objectiu el govern de Somàlia per mitjans polítics o militars; Aweys va rebutjar l'acord a que havien arribat els caps de 26 faccions somalis a Sodare, Etiòpia, i va anunciar que els seus membres s'instal·larien a l'interior d'Etiòpia per combatre per l'islam
El gener del 1997 la facció de l'ONLF moderada (majoritària entre els més joves) es van unir al ESDL al que també s'havia unit el WSLF. Es va acordar la lluita contra el moviment fonamentalista de Somàlia Al-Itihad Al-Islam. El setembre de 1997 finalment el ESDL va implosionar: el vicepresident Mahdi Ayub Gouled, a final de setembre va destituir al president Iid Tahir Farah en una reunió amb només 16 dels 31 membres del Comitè Executiu; el procediment fou condemnat pel president Abdul Mejid Hussein, cap del partit majoritari i ministre del govern central d'Addis Abeba; en una altra reunió el 10 d'octubre en presència d'un delegat federal, aquest va condemnar els fets i ho va considerar un cop d'estat i va exigir la restauració de Tahir; encara que el parlament regional no havia estat consultat per la deposició de Tahir, no va voler cedir a les pressions federals i pel contrari va declarar la destitució del president i del vicepresident (a més el secretari general havia estat cessat ja per Hussein) i va deposar tot el comitè executiu, elegint un nou president, Mohammed Ma'alin Ali, procedent de l'ONLF, i un nou vicepresident, Rayaleh Ahmoud (que era un issa). Això fou possible perquè el ESDL s'havia desacreditat als ulls dels somalis per les seves lluites faccionals i es va consolidar perquè el governant Front Democràtic Revolucionari Popular Etíop no estava en condicions d'intervenir en suport d'un partit que en poc temps havia perdut els suports entre la població.
El govern etíop va pressionar i el 12 de desembre de 1997 setze membres de l'ESDL, incloent el secretari general, foren destituïts del Comitè Central i expulsats del partit per actes il·legals oposats al sistema democràtic. Llavors el govern va ordenar a les restes del ESDL unir-se a la facció moderada de l'ONLF que havia agafat el poder (gener de 1998) i el juny de 1998 els dos grups van designar 35 representants per a una convenció on van fundar el nou Somali People's Democratic Party (Partit Popular Democràtic Somali SPDP). Molts somalis van considerar el nou partit com un grup titella d'Addis Abeba, i posteriorment han estat acusats d'incompetència i corrupció. La facció del ONLF del xeic Ibrahim Abdullahi no en va voler saber res i va seguir la lluita armada.
A les eleccions general de l'any 2000 el SPDP va obtenir 19 escons (dels 23 de la regió al parlament federal). A les regionals del mateix any va aconseguir 150 escons dels 165 (15 foren per altres partits).
A les eleccions del 15 de maig de 2005, el SPDP va aconseguir 24 escons al parlament federal (els 23 de la regió Somali i un de la ciutat autònoma de Dire Dawa). A les regionals del mes d'agost del mateix any el partit va aconseguir 161 escons de 182.
A les eleccions parcials del 2008 el SPDP va obtenir 74 electes a 16 kebeles de la ciutat de Dire Dawa City, i 5.497 als woredes, aconseguint a més un complet control de 12 kebeles i parcial a altres 19.
A les eleccions generals del 2010 el SPDP va obtenir 24 escons (23 de la regió Somali i un de Dire Dawa). A les eleccions locals del 30 de maig va aconseguir 75 càrrecs en 13 kebeles de Jijiga, 4.032 càrrecs a 52 woredes, i 47.849 càrrecs a 706 kebeles.
El seu líder més destacat és el ministre de Cultura i Turisme Mohamoud Dirir. L'antic dirigent Abdul Majid Hussein, és ara ambaixador a l'ONU.

## Bandera
La bandera del partit fou adoptada a la seva fundació com ESDL el 1994. Aquesta bandera fou adoptada per la regió el 1996. A partir de llavors, tot i que no consta cap canvi oficial, el partit va emprar variants de la bandera. El juny de 1998 la mateix bandera fou adoptada pel nou partit SPDP, però com que era també l'oficial de la regió, es van seguir emprant variants. Finalment el 2009 la bandera regional fou modificada i el partit va conservar la bandera que ja va poder utilitzar sense emprar variants. La bandera regional inclou al triangle (que ha passat de blau a groc) el camell que és l'emblema del partit (i no té relació amb Eritrea).